# Roger Wittevrongel
Roger Wittevrongel (Blankenberge 23 april 1933) is Vlaams-Belgische schilder, tekenaar en graficus, vertegenwoordiger van het hyperrealisme.

## Levensloop
Wittevrongel trok voor zijn opleiding naar Gent waar hij studies aan de Koninklijke Academie voor Schone Kunsten (1953-1956) combineerde met een lerarenopleiding plastische opvoeding in de Rijksnormaalschool (1954-1956) onder leiding van Octave Landuyt.
Hij ging van 1956 tot 1971 aan de slag als leraar plastische opvoeding in de Rijksmiddelbare school in Gent. Daar aansluitend was hij tot 1997 docent etsen, tekenen en lithografie aan de Koninklijke Academie voor Schone Kunsten in Gent, waar hij sindsdien de titel van Eredocent kreeg.
In 1954 debuteerde Roger Wittevrongel in de sfeer van Octave Landuyt, doch abstracter, met werk rond thema's van vernieling, verwoesting en dierenkoppen.
Omstreeks 1964 ging hij meer figuratief schilderen, voornamelijk architecturale composities met het plantaardige als decoratieve aanvulling en door allerlei attributen (bijvoorbeeld schilder- en tekenbenodigdheden) omringd vrouwelijk naakt. 
Rond 1970 kwam hij tot een hyperrealistische stijl met een absolute nauwkeurigheid in de weergave van het zichtbare. Binnen deze stijl evolueerde hij echter nog en richtte hij zich eerder op banale onderwerpen, die hij eveneens met ambachtelijke preciesheid weergaf. Maar de onderwerpen op zich - interieurs, architecturale fragmenten en vrouwelijke personages - worden als stillevens behandeld, waardoor ze bijna een abstracte waarde krijgen. Vooral in deze werken wordt de vraag naar de relatie tussen de mens en de zichtbare werkelijkheid opgeroepen. De verbluffing leidt hier minder naar de technische virtuositeit en meer naar de zijnsvraag der dingen.
Roger Wittevrongel exposeert sinds 1954 met persoonlijke en gezamenlijke tentoonstellingen onder andere in België, Nederland, Frankrijk, Groot-Brittannië, Italië, Zwitserland, Duitsland, Zweden, Marokko, Tunesië, Zuid-Afrika, Brazilië, Japan, Verenigde Staten van Amerika, Canada en Taiwan.

## Onderscheidingen
- Vermelding Prijs Jonge Belgische Schilderkunst in 1958, 1960, 1963
- Prijs Provincie West-Vlaanderen in 1960
- Prijs van de Kritiek in 1979 en 1981
- Prijs E. Van Marcke in 1981
- Staatsprijs ter bekroning van een kunstenaarsloopbaan in 1984.